# Катастрофа L-188 в Чикаго
Катастрофа L-188 в Чикаго — авиационная катастрофа, произошедшая в воскресенье 17 сентября 1961 года в международном аэропорту О’Хара города Чикаго (Иллинойс). Авиалайнер Lockheed L-188C Electra американской авиакомпании Northwest Orient Airlines должен был выполнять пассажирский рейс из Чикаго в Тампу (Флорида), но сразу после взлёта стал входить в неконтролируемый правый крен с потерей высоты, после чего рухнул на землю и разрушился, при этом погибли 37 человек.

## Самолёт
Lockheed L-188C Electra с регистрационным номером N137US (заводской — 1142) был выпущен 14 июня 1960 года. Однако в тот период произошла серия катастроф этих самолётов, а потому началась программа по переоценке «Электры» (полностью завершилась 31 января 1961 года), в том числе и по модернизации, из-за чего борт N137US задержался на заводе. Лишь 21 июня 1961 года провели повторную приёмку борта N137US, а 22 июня, за три месяца до происшествия, его передали заказчику — американской авиакомпании Northwest Airlines (сама она себя в рекламе называла Northwest Orient Airlines). Его четыре турбовинтовых двигателя были модели 501-D13 фирмы Allison и оборудованы воздушными винтами модели A644-FN-606 производства фирмы Aero Products (Allison и Aero Products являются подразделениями General Motors). Общая наработка лайнера составляла лишь 614 лётных часов.

## Экипаж
Лётный экипаж (в кабине) состоял из двух пилотов и одного бортинженера:
- Командир воздушного судна — 50-летний Ральф Э. Хэгстром (англ. Ralph E. Hagstrom). В авиакомпании Northwest Orient Airlines с 11 апреля 1942 года. Его общий налёт составлял 15 898 часов, в том числе 314 часов на Lockheed L-188 Electra.
- Второй пилот — 33-летний Ричард Л. Андерсон (англ. Richard L. Anderson). В авиакомпании Northwest Orient Airlines с 20 апреля 1951 года. Его общий налёт составлял 6643 часа, в том числе 90 часов на Lockheed L-188 Electra.
- Бортинженер — 34-летний Уэйн Х. Фуллер (англ. Wayne H. Fuller). В авиакомпании Northwest Orient Airlines с 19 марта 1948 года. Его общий налёт составлял 3368 часов, в том числе 556 часов на Lockheed L-188 Electra.

В салоне работали две стюардессы:
- Розмари П. Билски (англ. Rosemary P. Bilski), 28 лет. В авиакомпании Northwest Orient Airlines с 29 июня 1957 года.
- Джанет Р. Маккензи (англ. Jeanette R. McKenzie), 22 года. В авиакомпании Northwest Orient Airlines с 8 апреля 1960 года.

## Катастрофа
В субботу 16 сентября 1961 года борт N137US выполнил пассажирский рейс NW-711 из Майами (Флорида) в Милуоки (Висконсин). Полёт прошёл без отклонений и в Милуоки экипаж остался на ночёвку. Утром следующего дня тот же экипаж снова принял борт N137US, которому теперь предстояло выполнить обратный рейс NW-706 по маршруту Милуоки — Чикаго — Тампа — Форт-Лодердейл — Майами. Первый этап прошёл без отклонений и вскоре лайнер благополучно приземлился в чикагском аэропорту О'Хара. Здесь было проведено нормальное обслуживание «Локхида», а также произошла смена экипажа. Всего на борту находились 32 пассажира и 5 членов экипажа. Полный вес самолёта и его центровка не выходили за пределы установленного.
Над Чикаго в это время стояла ясная погода, дымка и туман, ветер южный 8 узлов, видимость 6 миль (9,7 км), температура воздуха 59 °F (15 °C). Рейс 706 вырулил к началу взлётно-посадочной полосы «14 правая» (14R) длиной 11 600 футов (3500 м), а в 08:55 получил разрешение на взлёт. Свидетелей, которые бы видели, как лайнер делал разбег по полосе, следователи не нашли; борт N137US увидели уже после взлёта, когда на удалении 3000—4000 футов (900—1200 м) от начала разбега он поднялся до 50—75 футов (15—23 м) и вроде как выполнял нормальный набор высоты. Но в 8000 футах (2400 м) от начала полосы лайнер был на высоте около 100 футов (30 м), что ниже нормального, когда сразу пять свидетелей услышали, как двигатели изменили режим работы. Далее «Локхид» начал сперва медленно выполнять правый поворот, при этом угловая скорость вращения постепенно увеличивалась. Когда крен составлял 30—45°, экипаж что-то доложил диспетчеру, но эту передачу не смогли разобрать.
Самолёт с правым креном уже 50—60° поднялся до максимальной высоты 200—300 футов (60—90 м), после чего стал уже снижаться. Затем у юго-западной границы аэропорта при крене 70° «Электра» правой плоскостью крыла близ двигателя № 4 (правый внешний) врезалась в линию электропередачи 38 000 В, проходящую вдоль Чикагской северо-западной железной дороги и состоящую из трёх толстых проводов. Оборвав провода (при этом возникла яркая голубоватая вспышка от искр), самолёт, следуя по курсу 271° с креном 85° и при опущенном вниз на 10° носе, врезался правой плоскостью в железнодорожную насыпь. Закувыркавшись вокруг поперечной оси, авиалайнер носовой частью врезался в землю на удалении 380 футов (120 м) от точки столкновения с проводами, при этом ударившись о землю правой стороной, после чего промчался так 820 футов (250 м), в процессе чего полностью разрушился. Свидетели описывали, как рейс 706 скрылся за деревьями, после чего появился столб ярко-оранжевого пламени, сопровождающийся густым чёрным дымом. Катастрофа произошла на траверзе концевого торца полосы 14R и примерно на 3800 футов (1200 м) правее, а обломки разбросало на площади шириной 200 футов (61 м) и длиной 1200 футов (370 м). Все 37 человек на борту погибли.

## Расследование

### Предварительные данные
Опросы экипажей, которые до этого выполняли полёты на борту N137US, показали, что ранее с ним не было никаких проблем в пилотировании, как и серьёзных отказов. Экипаж, который работал на нём вечером 16 сентября, а на следующий день выполнил рейс 706 до Чикаго также не жаловался, сказав, что самолёт был пригоден для выполнения полёта. Погибший экипаж считался достаточно опытным и квалифицированным. Погода также не предрасполагала к созданию аварийной ситуации.
Данные о полёте с параметрического самописца снять не удалось, так как самописец был значительно повреждён при ударе, а его лента из фольги оказалась испорчена. Здесь стоит отметить, что на то время бортовые самописцы располагались в передней части фюзеляжа, наиболее подверженной разрушениям при происшествиях. Тогда следователям пришлось опираться на показания очевидцев, согласно которым механизация крыла была установлена во взлётное положение, в том числе выпущены закрылки, а шасси убирались в соответствие с правилами. Помимо этого были проанализированы 44 произвольных взлёта самолётов «Электра» с полосы «14 правая», согласно которым на удалении 8000 футов от начала разбега лайнеры уже обычно успевали подняться до 280 футов (85 м) со скоростью 158 узлов. Данные о скорости были получены из 28 отчётов, доложенных экипажами диспетчеру после взлёта. Данные о производительности L-188 предоставила следователям и компания-производитель «Lockheed Corporation».

### Последнее сообщение экипажа
Анализ записи радиопереговоров между рейсом 706 и диспетчером показал, что экипаж получил необходимые инструкции для выполнения взлёта. Далее когда в процессе набора высоты самолёт начал круто поворачивать вправо, то при крене 30—45° в диспетчерской услышали непонятное сообщение. Подозревая, что это был погибший экипаж перед катастрофой, были приложены значительные усилия по расшифровке этой последней передачи. Данное сообщение передавали высоким голосом и, как удалось определить, было следующего содержания: У нас проблемы… . Нортуэст объявляет тревогу. Я не могу прекратить правый поворот из-за потери управления. [нрзб] (англ. we're in trouble (пауза) uh and all units holding this is Northwest alert. I still don't have release right turn in no control (вдох) [нрзб]).

### Изучение обломков
Проверка двигателей показала, что они были исправны, их воздушные винты вращались в момент удара, а использующееся топливо соответствовало нормам, поэтому внимание переключили на управляющие поверхности. Экспертиза показала, что закрылки были установлены во взлётное положение, стабилизатор переложен на 10° на кабрирование, руль высоты под углом 0°, шасси убраны. Из-за значительного разрушения фактическое положение элеронов определить не удалось. Проверка электросистем не обнаружила признаков обесточивания перед катастрофой; автопилот был включён, но не задействован для управления, находясь в режиме ожидания. Приборы в кабине восстановить удалось, но никакой полезной информации они предоставить не смогли; авиагоризонты прекратили работу при правом крене 90—100°.
Следователи сосредоточили своё внимание на изучении элеронов. Бустеры рулей направления и высоты были задействованы, а проверка сохранившихся компонентов бустерной системы показала, что они исправны. Бустеры системы управления элеронами в свою очередь были выключены, но действительно ли бустеры элеронов не работали, определить не удалось, так как их кабели вырвало во время разрушения самолёта о землю. Поршни приводных механизмов после замены разрушенных элементов работали исправно. Признаков отказа компонентов гидросистемы обнаружить не удалось. Проверка жидкости в гидросистеме не выявила ничего существенного. Проверка основной системы управления элеронами не обнаружила признаков неисправности, но это было из-за того, что сама система оказалась разрушена и перебита в нескольких местах. Также, хотя элероны полностью разрушились, следователи смогли обнаружить характерные повреждения на одном из рёбер правого элерона, по которым сделали вывод, что этот элерон был отогнут на 3° вверх, тем самым наклоняя правое крыло вниз.

### Система управления элеронами
Основная система управления элеронами разрушилась, поэтому следователи не смогли найти признаков неисправности. Но факт, что один из элеронов был отклонён вверх, а также то, что экипаж успел передать об отказе управления, свидетельствовало о том, что отказ в этой системе всё-таки имел место.
Основная система управления служит для передачи физических усилий от штурвальных колонок на элероны, заставляя последние отклоняться. Эта система состоит из нескольких тросов (кабелей), которые образуют единую цепь и, проходя через систему шкивов, связывают штурвалы обоих пилотов с приводом элеронов, образуя замкнутый контур. Для регулирования натяжения в эту цепь тросов вставлены специальные натяжители, представляющие собой трубки с резьбой по концам: на одном конце с правой резьбой, а на другом с левой. Проверив как следует места, где проходили кабели, следователи всё-таки обнаружили признаки, что трос, идущий от штурвала второго пилота, сильно провисал, а значит, управление было частично потеряно. Причину провисания следователи точно определить не смогли, так как признаков нарушения конструкции натяжителя обнаружить не удалось. Но здесь причина могла быть в том, что гибкие тросы имеют серьёзную опасность — вероятность саморазвинчивания, что наблюдалось уже с 1941 года.
Разбившийся авиалайнер поступил в авиакомпанию 22 июня 1961 года прямо от производителя полностью исправным и с того же дня начал эксплуатироваться. Однако просмотр записей, сделанных с 27 июня по 11 июля того же года, то есть в течение пары недель, обнаружил восемь замечаний по работе элеронов. Эти записи были о замедленной реакции элеронов на управление, а также на повышенные усилия на штурвале. Были две записи о необходимости проверить работу элеронов в полёте, но нигде не было сделано пометок, что это было сделано. В первом случае была отписка «На земле — норма», а во втором «Не в состоянии повторить на земле. Требуется проверка в полёте», после чего появилась запись «Проверена в полёте работа на подъём — норма». Остальные записи были о проверке работы на земле, один раз заменили масляные клапан и фильтр в системе привода, а один раз и вовсе ограничились сухой записью «на учёте». Всего за этот период борт N137US совершил 29 полётов, прежде чем 11 июля в Миннеаполисе (Миннесота) был поставлен на текущий ремонт.
На тот момент замечания при работе элеронов ещё наблюдались, поэтому по правилам требовалась замена части системы привода подъёма элерона. При этом на неисправную систему следовало поставить красную метку, что сигнализировало для инспектора по приёмке о необходимости проверки работы этой системы после ремонта. Ремонт системы выполнялся в ночь с 11 на 12 июля, а всего в смене находились два механика. Один из них был занят на другом воздушном судне, поэтому снятие компонентов системы выполнялось в одиночку. Как впоследствии признался следователям один техник, снятие выполнялось с нарушениями, при этом тросы для облегчения демонтажа были ослаблены. Установку уже выполнял его коллега, который также выполнил работу с нарушениями. Как позже признались следователям оба техника, они даже не обратили внимания на все пункты инструкции, а потому после повторного натяжения тросов не проверили, правильно ли выполнили свою работу. Инспектор по приёмке, не заметив красных меток на системе управления элеронами, не стал её проверять. Ставились ли красные метки на неисправную систему и если да, то кто их убрал, техники вспомнить не смогли. Начальник смены позже так и не смог чётко объяснить, почему был выпущен после ремонта самолёт, у которого отсутствовала отписка о проверке работы системы управления элеронами, и почему никто не предупредил об этой неисправности инспектора по приёмке.
Утром 12 июля лайнер выкатили из ангара для выполнения проверочного полёта. Принимавший его экипаж не заметил в журналах о проделанной работе никаких отклонений. После выполнения испытательного полёта было сделано замечание о самопроизвольном небольшом отклонении элеронов, но при этом техническое состояние машины было оценено как «удовлетворительно». Вплоть до катастрофы больше замечаний по работе элеронов не было.
Как впоследствии показали проверки ремонтного персонала, ремонты часто выполнялись с нарушениями, а один из механиков, который выполнял ремонт, даже не имел соответствующей квалификации. Свою роль здесь могло сыграть и то, что техники вообще впервые выполняли подобную работу, а потому не имели практического опыта.

## Причина
Следователи пришли к мнению, что катастрофа, наиболее вероятно, произошла из-за механического отказа в основной системе управления элеронами, вызванная нарушениями при выполнении ремонта привода элеронов. В результате произошла потеря поперечного управления самолётом, что при очень малой высоте не позволило исправить ситуацию.

### Комментарии
1. ↑  Здесь и далее по умолчанию указано Центральноамериканское летнее время (CDT).